# Мусихин, Алексей Вячеславович
Алексей Вячеславович Мусихин (род. 8 ноября 1975) — российский легкоатлет, специалист по прыжкам в длину и тройным прыжкам. Выступал на профессиональном уровне в 1998—2008 годах, победитель и призёр первенств всероссийского значения, участник чемпионатов Европы 1998 года в Будапеште и 2002 года в Мюнхене. Представлял Приморский край и Москву. Мастер спорта России международного класса.

## Биография
Алексей Мусихин родился 8 ноября 1975 года.
Занимался лёгкой атлетикой под руководством заслуженного тренера Вячеслава Фёдоровича Соколова, выступал за всесоюзное физкультурно-спортивное общество «Динамо».
Первого серьёзного успеха на всероссийском уровне добился в сезоне 1998 года, когда на зимнем чемпионате России в Москве превзошёл всех соперников в прыжках в длину и завоевал золотую медаль. Попав в состав российской национальной сборной, выступил на чемпионате Европы в помещении в Валенсии — в финале прыгнул на 8 метров ровно, став четвёртым. На летнем чемпионате России в Москве так же одержал победу в прыжках в длину. Благодаря этой победе удостоился права защищать честь страны на чемпионате Европы в Будапеште — на предварительном квалификационном этапе показал результат 7,69 метра, чего оказалось недостаточно для выхода в финал.
На чемпионате России 1999 года в Туле был седьмым.
В 2001 году на чемпионате России в Туле занял в прыжках в длину 12-е место.
В 2002 году сделал акцент на тройном прыжке, в частности в данной дисциплине стал седьмым на зимнем чемпионате России в Волгограде, получил серебро на Кубке России в Туле, победил на Мемориале братьев Знаменских в Туле, на всероссийском студенческом первенстве в Брянске и на летнем чемпионате России в Чебоксарах. Принимал участие в чемпионате Европы в Мюнхене — в финале тройного прыжка показал результат 16,47 метра, расположившись в итоговом протоколе соревнований на 11-й строке.
На чемпионате России 2003 года в Туле занял в тройном прыжке 11-е место.
В 2004 году в тройном прыжке победил на чемпионате России среди студентов в Москве, был восьмым на чемпионате России в Туле.
На чемпионате России 2005 года в Туле стал седьмым.
В 2006 году был шестым на зимнем чемпионате России в Москве и седьмым на летнем чемпионате России в Туле.
В 2007 году показал пятый результат на зимнем чемпионате России в Волгограде, стартовал на летнем чемпионате России в Туле.
В 2008 году в тройном прыжке выиграл бронзовую медаль на Рождественском кубке в Москве, занял восьмое место на зимнем чемпионате России в Москве. По окончании сезона завершил спортивную карьеру.
За выдающиеся спортивные достижения удостоен почётного звания «Мастер спорта России международного класса».